# Czernyola sedlaceki
Czernyola sedlaceki är en tvåvingeart som beskrevs av Mitsuhiro Sasakawa 1971. Czernyola sedlaceki ingår i släktet Czernyola och familjen träflugor. Inga underarter finns listade i Catalogue of Life.